# 前田大然
前田大然（日语：／ Maeda Daizen，1997年10月20日—），日本足球運動員，司職前鋒，現效力苏格兰足球超级联赛球隊凯尔特人，日本國家足球隊成員。

## 俱樂部生涯
前田大然在1997年10月20日出生于日本大阪府，小学时便加入了家乡的球队太子町JSC踢球。因为崇拜曾在2010年夺得全国冠军的山梨学院大学附属高等学校，准备升入高中的前田大然毅然决定离开大阪前往山梨县上学。
2015年，前田大然在日本高中三大足球大赛的高圆宫杯U18足球联盟关东地区联赛的比赛中发挥出色，18场比赛打入12球荣登射手王。
早在2014年时，前田大然就想前往职业联赛，在2014年11月参加了当时刚刚升到日职联赛的松本山雅的试训，结果令球队很满意。但2015年底松本山雅从日职降级到日乙联赛。这时球探观看了2015年全国高中足球大赛山梨县决赛，尽管他所在的山梨学院大学附属高中最终3-4输掉了比赛无缘全国大赛，但前田在决赛打入两球的亮眼表现还是让俱乐部内定了他。于是2016年1月高中毕业的前田大然加入松本山雅，正式进入职业足球生涯。
2016年日乙联赛，前田大然在首轮便获得出场机会，但后面的联赛出场机会较少，整个赛季联赛仅出场9次，总时间还不到60分钟，天皇盃也仅出场1次打入1球。职业生涯首个赛季并没有表现出前田大然应有的水平，为了需求更多的出场机会，前田大然在2017年租借到了日乙联赛的水户蜀葵。
2017年是前田大然最佳状态的一年，来到水户蜀葵的前田大然和老将林陵平的组合让球队上半赛季超常发挥，水户蜀葵反击的踢法让前田大然发挥出色，联赛出场36次打入13球，年仅20岁的他已经成为了球队的得分王。
2017年赛季结束后，松本山雅因为前田大然的出色表现提前召回了他，为了重回日职联赛，球队也是进行了大量补强，但2018年赛季直到联赛第22轮，球队才第一次登上积分榜首位。虽然这一年前田的进球数有所下跌，但29场7球的出色表现也帮助球队以日乙联赛冠军的身份重回日职联赛。
前田大然是本赛季初加盟马里迪莫，在马里迪莫，本赛季葡超前两轮，他全部是替补出战。然而由于特点过于出色，替补出战又表现不错，从第三轮对阵通德拉开始，他就开始担任球队的主力右边锋。而也正是在那场比赛中，他打入了个人在葡超的第一个进球，就此成为主力。
在本赛季葡超第六轮比赛中，马里迪莫客场2比2逼平了葡超球队布拉加。前田大然创造点球并主罚命中，打入了自己在葡超6轮比赛中的第二球。
横滨水手从松本山雅租借获得了前田大然，租借期间到21年的1月31日。
横滨水手的前田大然在赛季开幕后4战5球，状态出色，与浦和红钻的比赛梅开二度。
2021年12月31日，前田大然以租借方式加盟苏超俱乐部些路迪，并在夏季永久转会。
苏超联赛第21轮的一场比赛，主场2比0战胜，前田大然在代表球队的首秀中就打进一球。
欧洲协会联赛淘汰赛附加赛，些路迪在主场1-3不敌波杜基林特，球队唯一的进球由前田大然打进，这是前田大然的欧战处子球。
2022年5月，横滨水手官方宣布，租借在的前锋前田大然正式转会该队。

## 國家隊生涯
在2018年雅加达亚运会，前田大然作为主力前锋出场了6次，并在对巴基斯坦的比赛中打入1球。
2019年U23亚洲杯预选赛比赛中，日本U22队以7-0大胜缅甸U22队，前田大然上演帽子戏法，中山雄太和岩崎悠人各入两球，U22日本代表在取得三场大胜的同时顺利晋级U23亚洲杯正赛。
前田大然曾入选过日本U21和U23国家队，他也进入到2019年美洲杯日本队的大名单中，而这也是他职业生涯首次入选日本国家队，在对阵智利的比赛中，前田大然首发出战并在比赛第66分钟被替换下场，完成了国家队的首秀，并在对阵厄瓜多尔的比赛中登场。
2022年世界杯，前田大然入选了日本国家队。在這屆世界盃中，前田大然為正選中鋒，只於第二場小組賽中沒有出場。12月5日，在与克罗地亚的16强比赛中，前田大然在第43分钟打进一球，使日本队取得领先，但最终比賽以1比1结束，日本队在点球大战中落败。

## 技術特點
前田大然虽然身高只有173公分，但是身体的持久力、平衡性、速度都是十分出色，他的速度可以达到50米5秒8。技术方面前田大然的前插突破能力很强，左右开弓两脚均能持球射门，背身拿球能力也不错。2019年7月日职联赛官方发起的联赛最快前锋的球迷投票评选中，获得了第一名。

## 榮譽
松本山雅FC
- 日本職業足球乙級聯賽冠軍 : 2018

些路迪
- 蘇格蘭足球超級聯賽冠軍 : 2021–22[11]、2022–23
- 蘇格蘭聯賽盃冠軍 : 2022-23[12]
- 蘇格蘭足總盃冠軍 : 2022–23[13]

## 外部連結
- 前田大然的X（前Twitter）
- 前田大然的Instagram帳戶
- Profile at Matsumoto Yamaga （页面存档备份，存于）
- Profile at Mito HollyHock
- 日本職業足球聯賽中的前田大然 （日語）
- 前田大然在 National-Football-Teams.com 上的出场纪录